# 里基·布朗
里基·达内尔·布朗（英語：Rickey Darnell Brown，1958年8月20日—），美国NBA联盟职业篮球运动员。他在1980年的NBA选秀中第1轮第13顺位被金州勇士选中。